# Штефан Тудор
Штефан Тудор (3 березня 1943 — 15 лютого 2021) — румунський академічний веслувальник.
Бронзовий призер Олімпійських Ігор 1972 року в складі розпашної двійки зі стерновим, учасник 1968, 1976 років.
Чемпіон світу 1970 року в складі розпашної двійки зі стерновим.
Бронзовий призер Чемпіонату Європи 1967 (розпашні четвірки зі стерновим), 1973 (розпашні двійки зі стерновим) років.